# Miasto Pleternica
Miasto Pleternica (chorw. Grad Pleternica) – jednostka administracyjna w Chorwacji, w żupanii pożedzko-slawońskiej. W 2011 roku liczyła 11 323 mieszkańców.